# 戶田真琴
戶田真琴（日语：／ Toda Makoto */?，1996年10月9日—）是日本的AV女優、偶像，靜岡縣出身，經紀公司是Bstar，曾經五年專屬契約AV片商是SODstar。接下來一年是FALENO star專屬女優，宣布2023年1月從AV女優引退。

## 簡歷
2015年12月，戶田最初隸屬於SOD成立的新品牌「青春時代」，與涼海美沙、西野希和今宮泉為同期，而戶田本人則在翌年6月23日正式出道。由於家教甚嚴，她在出道前的性經驗人數為零。同年10月7日，她在網站「東京體育後巷WEB」的連載開始。11月23日，她移籍至SODstar。
2017年2月，她獲提名競逐DMM成人獎最優秀新人女優獎，其餘獲提名的分別有飛鳥鈴、羽咲美晴、凰香奈芽、高橋聖子和橋本有菜等等。2月14日，她在網站KAI-YOU的連載開始。11月4日，她獲選為Miss iD，同屆冠軍是兔遊和Rorurari。
2018年3月，戶田獲提名競逐DMM成人獎最優秀女優獎，其餘獲提名的分別有安部未華子、羽咲美晴、希崎潔西卡、桐谷茉莉、椎名空、園田美櫻、高橋聖子和橋本有菜等等，雖然在最優秀女優獎敗於高橋聖子和橋本有菜，但是奪得了話題獎。5月5日，她與佐倉絆一同奪得第30屆桃色電影大獎新人女優獎。5月24日，她在雜誌《TV Bros.》的連載開始。
她於6月7日在東京都澀谷區舉辦了以自己為模特兒的攝影展。11月，她與園田美櫻、櫻空桃一同出任AV OPEN 2018的形象女孩。11月27日，她獲提名競逐成人廣播獎女優獎，其餘獲提名的分別有篠田優、濱崎真緒、友田彩也香和安部未華子。
2019年3月12日，戶田脫穎而出，贏得成人廣播獎女優獎。6月7日，為了紀念自己出道三週年，她與Loft9 Shibuya合作推出期間限定咖啡店，並且在6月25日與安田理央、前乃木坂46成員川後陽菜舉行對談。
2021年12月，宣布移籍FALENO，並將於2023年1月引退。
2022年，戶田拍攝電影《爸爸活：戀愛方程式》上映，在劇中飾演任職於頭皮按摩店的按摩師，本片揭露日本的「爸爸活」次文化。12月5日，FALENO發布AV女優引退作。

## 私生活
戶田在初中時的課外活動是美術部，高中則是學生會，興趣是寫信、看和拍電影，喜歡的電影導演是尚盧·高達，喜歡的電影是《神秘列車》、《伴我同行》、《一個快樂的傳說》、《牯嶺街少年殺人事件》和《謝謝你，在世界角落中找到我》，她自己也拍了一套由三部短篇電影組成的電影。另外，她喜歡的書籍是《銀河鐵道之夜》，她也喜歡玩西洋骨牌和散步。

## 外部連結
- 戸田真琴official blog - まこりん日和 - - livedoor Blog
- 戶田真琴的X（前Twitter）
- 戸田真琴的Instagram帳戶
- 戸田真琴　所属事務所